# بیریبال
بیریبال (به انگلیسی: Biribol) یک ورزش گروهی است که قواعدی مشابه ورزش والیبال دارد با این تفاوت که در آب برگزار می‌شود. این ورزش اولین بار در دههٔ ۶۰ میلادی توسط داریو میگل پدرو ابداع شد. این ورزش به عنوان نماد تشویق یادگیری شنا در برزیل نیز یاد می‌شود. این ورزش برای تمام سنین و جنس مناسب است و برای افرادی که با جراحات جزئی مزمن یا احساس ناراحتی یا درد در بازی کردن ورزش‌های دیگر دارند، توصیه می‌شود.

## زمین (استخر) بازی

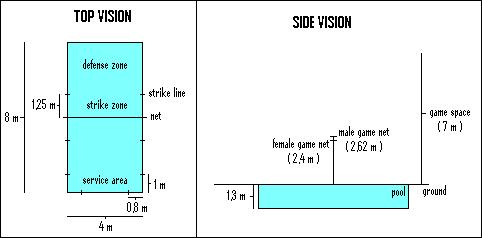
زمین بازی

این ورزش در استخری به طول ۸ متر، عرضی به طول ۴ متر و عمقی به طول ۱/۳۰ متر برگزار می‌شود. در وسط آن توری مخصوص نصب می‌شود. این تور بازی برای مردان در ارتفاع ۲/۶۲ متر و برای زنان در ارتفاع ۲/۴ متر نصب می‌شود.

## قوانین

### توپ بازی
توپ بیریبال مشابه والیبال است با این تفاوت که وزن این توپ، حدود ۱۰۰ گرم بیش از توپ والیبال و اندازهٔ آن کمی کوچک‌تر می‌باشد.

### شیوهٔ بازی
نحوهٔ امتیاز دهی این بازی نیز مشابه والیبال است؛ برندهٔ نهایی بازی تیمی است که تعداد ست بیشتری را از آن خود کند. این بازی حداقل ۳ و حداکثر ۵ ست دارد. هر ست دارای ۲۱ امتیاز است و اگر دو تیم در یک ست امتیازشان برابر با ۲۰ شود، امتیاز نهایی به ۲۲ می‌کشد و این ترتیب در صورت تکرار ادامه خواهد یافت.

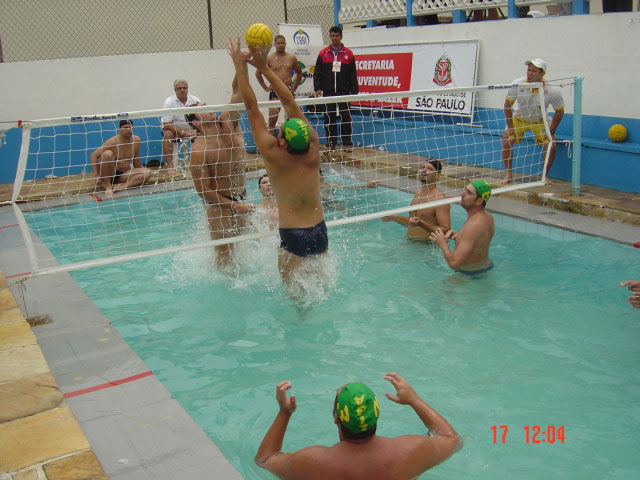
یک بازی بیریبال در سائوپائولو